# 马基亚瓦尔福尔托雷
马基亚瓦尔福尔托雷（義大利語：Macchia Valfortore），是意大利坎波巴索省的一个市镇。总面积25平方公里，人口645人，人口密度25.8人/平方公里（2009年）。ISTAT代码为070035。